# Glucose-6-phosphate translocase

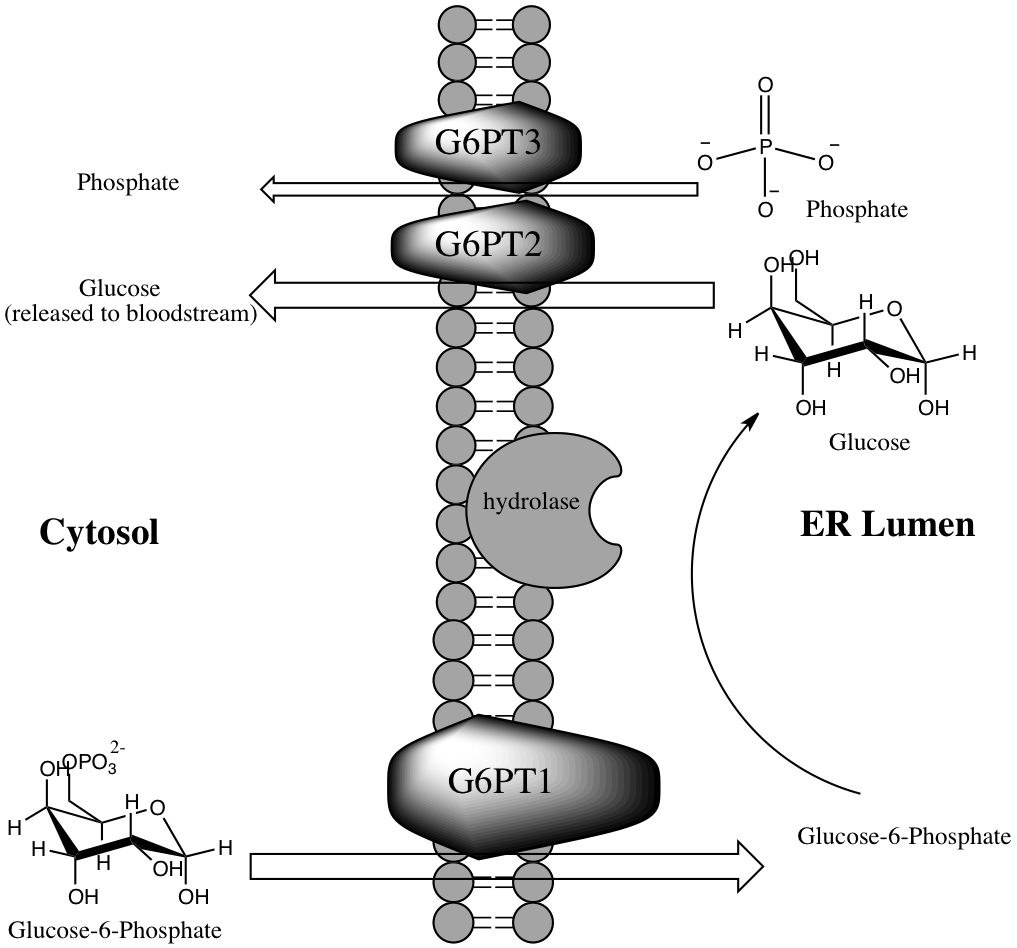
Représentation schématique des trois sous-unités de la glucose-6-phosphate translocase formant un complexe enzymatique avec la glucose-6-phosphatase (hydrolase).

La glucose-6-phosphate translocase est une enzyme codée chez les humains par le gène SLC37A4,. Elle se compose de trois sous-unités qui sont chacune des composants essentiels du complexe formé avec la glucose-6-phosphatase (G6Pase). Ce complexe enzymatique se trouve dans la membrane du réticulum endoplasmique et catalyse les réactions finales de la glycogénolyse et de la néoglucogenèse. Le complexe G6Pase est le plus abondant dans les tissus du foie mais est également présent dans les cellules des reins, de l'intestin grêle, des îlots de Langerhans et, en moindres quantités, dans la vésicule biliaire,. Ce complexe enzymatique est fortement impliqué dans la régulation homéostatique de la glycémie. En ce qui concerne le glucose, les sous-unités de la translocase sont responsables du transport des substrats et des produits de la réaction d'hydrolyse de la phosphatase à travers la membrane du réticulum endoplasmique, ce qui permet la libération du D-glucose dans le sang.